# 민트패드
민트패드(Mintpad)는 한국 민트패스사가 만든 PMP형 멀티 네트워크형 디바이스이다. 윈도우 CE 5.0 을 기반으로 하고 있으며, 카메라/서점/인터넷/음악/동영상 등 다양한 기능을 제공하고 있다. 2.86 인치의 TFT LCD를 탑재하였으며, 802.11 g/b 무선랜까지 탑재시킨 멀티 네트워크형 디바이스이다.

## 역사
2008년 말, 한국 민트패스사가 네트워크 디바이스 기기인 민트패드를 공식 발표하였다. 윈도우 CE 5.0 프로페셔널을 기반으로 하였으며, 다양한 기능을 선보였다.
한국 민트패스사는 네트워크 장치 민트패드의 펌웨어인 '펀웨어(FUNware)'를 1달 주기로 배포해 나아갔으며, 플레이맵(Playmap)/블로그(Blog)/전자사전(SiSaDic) 등 여러 기능을 '펀웨어'를 통해 추가해 나갔다.
그러나 펀웨어와 펌웨어는 구분되었는데 펀웨어는 주로 플레이맵, 시사딕 등 기능추가시 주로 쓰였고 기기의 잡버그, 시스템의 안정등의 펌웨어는 펀웨어라 하지 않고 펌웨어라 하였다

## 하드웨어
| 분류         | 내용                                                                |
| ------------ | ------------------------------------------------------------------- |
| 발표일       | 2008년 11월 10일                                                    |
| 디스플레이   | 2.86인치(72,644mm) TFT LCD (터치 스크린 포함)                       |
| 중앙처리장치 | Telechips TCC7901 ARM9 MP2 400 MHz 시스템 온 칩                     |
| 메모리(RAM)  | 128 MB SDRAM                                                        |
| 그래픽       | 320 x 240 화소 / TFT-LCD /                                          |
| 저장용량     | 내장 4GB / 외장 4, 8, 16GiB 마이크로 SD 확장 가능                   |
| 무선네트워크 | MMC CM - 6060 G 802.11g/b, 애드혹                                   |
| 운영 체제    | 윈도우ce wince 5.0 core                                             |
| 배터리       | 외장 탈착식 리튬이온 900mAh(아이리버생산),830mAh(paydos생산) 배터리 |
| 기타         | 통합20핀 표준 커넥터, 500mW 모노 내장스피커, 내장 마이크            |
| 무게         | 90g (배터리 포함 무게)                                              |
| 크기         | 가로 78.2mm(7.82cm), 세로 63.8mm(6.38cm), 두께 15.2mm(1.52cm)       |

## 소프트웨어
민트패드에는 내장 런처 프로그램으로 '메모, 카메라, 스케줄, 명함, 라이프, 블로그, 인터넷, 마이콘(음악, P2P, 뉴스 등), 음악, 동영상, 사진앨범, 녹음, 서점, 전자사전, 플레이맵, 텍스트뷰어, 채팅 등'을 제공하고 있다. 추가로 민트패드 DMB 제품을 사용할 때 지상파 DMB 기능이 추가되었다
민트패드는 윈도 CE 5.0 프로페셔널을 사용함에 따라 각종 응용 프로그램을 통해 기능을 확장해 나아갈 수 있으며, 응용 프로그램들의 실행은 민트패드의 내장 기능인 '프로그램'에서 제공되었다

## 특징
- 어디서든 인터넷과 멀티미디어 서비스를 제공받을 수 있는, 포터블 네트워크 기기이다.
- 통합 20핀 케이블을 사용하므로, 요즘 나오는 휴대폰 충전기로도 충전이 가능하다.
- 내장 스피커가 달려있다.(최대 출력 : 500mW)
- 탈착식 배터리를 사용한다.
- 음악, 동영상 등을 SQL 데이터베이스(마이크로소프트 SQL 서버)화 시켜 정리해서, 재갱신 혹은 각 파일들의 검색이나 라이브러리화가 잘 되어있다.
- 윈도우 CE가 개방되어, 응용 프로그램의 확장에 용이하다.
- 유자드웹이라는 웹뷰어를 통한 인터넷 방식을 사용하므로, 인터넷이 빠르며 플래시까지 지원한다.
- 마이콘(micon) 서비스로 다양한 멀티미디어 서비스를 제공받을 수 있다.
- 메모방식을 벡터엔진방식으로 사용하므로, 다른 전자기기보다 메모가 부드럽다.
- G 센서(G Motion Sensor)를 사용하여, 민트패드의 상하좌우 위치를 알 수 있다.
- 감압식 터치스크린을 사용하므로, 스타일러스펜을 활용하여 터치가 가능하다.

## 단점
- 정기적인 펌웨어 업데이트를 약속한 민트패드의 펌웨어가 2010년 6월 이후에 신버전을 출시하지 않음
- 리튬이온 배터리를 사용하여, 배터리의 수명이 짦음
- 민트패드의 내부에 윈도 CE를 사용하지만 제대로된 활용을 못하고 있으며 특히 '레지스트리'를 수정하는 작업등은 전원을 끄면 초기화 되는 문제가 있음.
- 저가형 TFT LCD와 감압식 터치스크린을 이용해, 색상재현의 한계와 화질이 떨어짐
- 카메라의 지원 화소가 130만 화소임
- CPU의 성능 부족으로 고음질 음원 재생이나 멀티태스킹 등으로 쉽게 부하가 걸리고 반응속도가 더뎌지거나 UI가 버벅이는 문제가 생김
- 윈도우 CE기반이기 때문에 관련 프로그램을 구동할 수는 있지만 작은 화면과 하드웨어의 성능상 제약이 큼

## 고객 서비스 정보
민트패스의 민트패드는 민트패스 사가 아이리버사에 제조를 위탁하고 고객 서비스까지 아이리버에서 맡고 있었으나, 아이리버와의 제휴를 끊고 페이도스 사로 제조 및 서비스 관련 지원을 이전하였다.

## 오픈 민트패드
2021년 4월, 개인 연구자가 민트패드에 오픈소스 펌웨어를 이식하기 위한 오픈 민트패드 프로젝트를 시작하였다.